# James Yates
James Yates (* 30. April 1789 in Toxteth Park bei Liverpool; † 7. Mai 1871 in Highgate bei London) war ein englischer Pfarrer, Altertumsforscher und Amateurbotaniker.

## Leben und Wirken
James Yates war der Sohn eines Geistlichen. Er studierte ab 1815 Theologie in Glasgow, ab 1808 in Manchester, York, Edinburgh und wieder in Glasgow, wo er 1812 den MA erwarb. Er wurde im Oktober 1811 ungeweihter Geistlicher einer  unitarischen Gemeinde in Glasgow. Mit Thomas Southwood Smith begründete er 1813 die Scottish Unitarian Association. Von 1817 bis 1825 war er Geistlicher in Birmingham. 1825 gab er sein Amt auf und lebte in Norton Hall bei Sheffield. 1827 studierte er ein Semester Klassische Philologie in Berlin. 1832 wurde er Geistlicher der Carter Lane Chapel, Doctors’ Commons, in London, gab dieses Amt jedoch nach 1836 auf. Seit 1848 lebte er als Privatgelehrter auf dem Anwesen Landerdale House in Highgate. Er betätigte sich vor allem als Altertumsforscher. Er war einer der Hauptautoren des Dictionary of Greek and Roman Antiquities (1842).
Yates legte sich eine Pflanzensammlung zur Familie der Cycadaceae an, die später an das British Museum in London kam. Sein offizielles botanisches Autorenkürzel lautet „J.Yates“.

## Mitgliedschaften und Ehrungen
1819 wurde er Fellow der Geological Society, 1822 der Linnean Society, 1831 der Royal Society. 1867 wurde er korrespondierendes Mitglied der Preußischen Akademie der Wissenschaften.
Die Pflanzengattung Yatesia Carruth. ist ihm zu Ehren benannt worden.